# پسران نیوتن
پسران نیوتن (به انگلیسی: The Newton Boys) فیلمی محصول سال ۱۹۹۸ و به کارگردانی ریچارد لینکلیتر است. در این فیلم بازیگرانی همچون متیو مک‌کانهی، ایتن هاک، اسکیت اولریش، وینسنت دن آفریو، دوایت یوآکم، جولیانا مارگولیس و لو تامپل ایفای نقش کرده‌اند.

## داستان
چهار برادر از خانوادهٔ نیوتن در دههٔ ۱۹۲۰ میلادی به صورت فقیرانه زندگی می‌کردند، بیلی که از همه بزرگتر بود روزی فهمید که در کار کشاورزی آینده ای نمی‌بیند و به برادرانش پیشنهاد داد تا یک بانک افتتاح کنند …